# خانه (فیلم ۲۰۲۲)
خانه (به انگلیسی: The House) پویانمایی کمدی سیاه استاپ موشن ساخت سال ۲۰۲۲ برای بزرگسالان است که سه داستان گوناگون پیرامون یک خانه را در دوره‌های زمانی و شخصیت‌های مختلف روایت می‌کند. این مجموعه برای نتفلیکس توسط استودیو نکسوس در لندن با داستان‌هایی به کارگردانی اما دی سواف، مارک جیمز رولز، نیکی لیندروت فون باهر و پالوما بائسا کارگردانی شده‌است.

## طرح داستان
در دوره‌های مختلف، یک خانوادهٔ فقیر، یک توسعه‌دهنده مضطرب و یک صاحب‌خانهٔ خسته به یک خانهٔ مرموز در این کمدی تاریک گره خورده‌اند.

## صداپیشه‌ها
بخش اول – و از درون شنیده می‌شود، دروغی چرخانده می‌شود
- میا گاث در نقش میبل
- کلاودی بلکلی در نقش پنه‌لوپی
- متیو گود در نقش ریموند
- مارک هیپ در نقش آقای توماس
- میراندا ریچاردسون در نقش خاله کلاریس
- جاشوآ مک‌گوایر در نقش عمو جورجی
- استفانی کل در نقش عمه النور بزرگ
- بارنی پیلینگ در نقش آقای ون شونبیک

بخش دوم – از دست رفت حقیقتی که نمی‌توان آن را به دست آورد
- جارویس کوکر در نقش توسعه‌دهنده
- ایون لومبارد در نقش همسر عجیب‌وغریب
- سون وولتر در نقش شوهر عجیب‌وغریب؛ این آخرین نقش ولتر پیش از مرگش بود.
- بیمینی بون بولاش در نقش افسر پلیس شماره ۱
- عایشه آنتوان در نقش افسر پلیس شماره ۲

بخش سوم – دوباره گوش کن و به دنبال خورشید باش
- سوزان ووکوما در نقش رزا
- هلنا بونهام کارتر در نقش جن
- پل کی در نقش کاسمس
- ویل شارپ در نقش الیاس

## بازخورد
در وبگاه جمع‌آوری نقد راتن تومیتوز، ٪۹۷ از ۳۴ بررسی منتقدان مثبت است، و میانگینِ امتیاز آن ۷٫۴/۱۰ است. اجماع این وبگاه چنین می‌نویسد: «چه دوستدار و دلبسته پویانمایی‌های استاپ موشن باشید و چه در جستجوی چیزی عمیق، شگرف و گیرا باشید، خانه حس خانه‌بودن را به شما می‌دهد.» این فیلم در متاکریتیک که از میانگین وزنی استفاده می‌کند، بر اساس نظر ۱۰ منتقدین امتیاز ۷۱ از ۱۰۰ را کسب کرده که نشان‌گر «نقدهای عموماً مطلوب» است.